# Lobelia sublibera
Lobelia sublibera är en klockväxtart som beskrevs av Sereno Watson. Lobelia sublibera ingår i släktet lobelior, och familjen klockväxter. Inga underarter finns listade i Catalogue of Life.